# Zequinha Silva
Zequinha Silva, nome artístico de José Silva (Rio Grande do Sul, c. 1940 – Pelotas, 15 de fevereiro de 1974) foi um acordeonista e compositor brasileiro.
Fez parte do conjunto que acompanhava o cantor regionalista José Mendes em suas apresentações. Participou da gravação dos LPs Pára, Pedro, Não aperta Aparício, Andarengo, Mocinho de cinema gaúcho e Gauchadas, pela gravadora Copacabana e Isto é integração, último disco de José Mendes, pela gravadora Continental.
Faleceu precocemente, quando a camionete em que viajava, juntamente com José Mendes, Artur Mendes e o radialista Joaquim Silva, colidiu com um ônibus na BR-471, estrada que liga Rio Grande a Pelotas, quando voltavam de um show realizado na cidade de Pelotas.